# Bogerd-Vijfhuis
Bogerd-Vijfhuis is een woonbuurt ontstaan uit de gelijknamige voormalige buurtschap 'Vijfhuis' en bezuiden de Ringbaan-Noord gelegen arbeiderswijk 'de Bogerd' in Uden in de Noord-Brabantse gemeente Maashorst. De buurt is gelegen aan de autosnelweg A50, met daartussen een nieuw ruim groen landschapspark, en grenst met de klok mee aan de buurten Bitswijk, Centrum en Moleneind-Groenewoud.

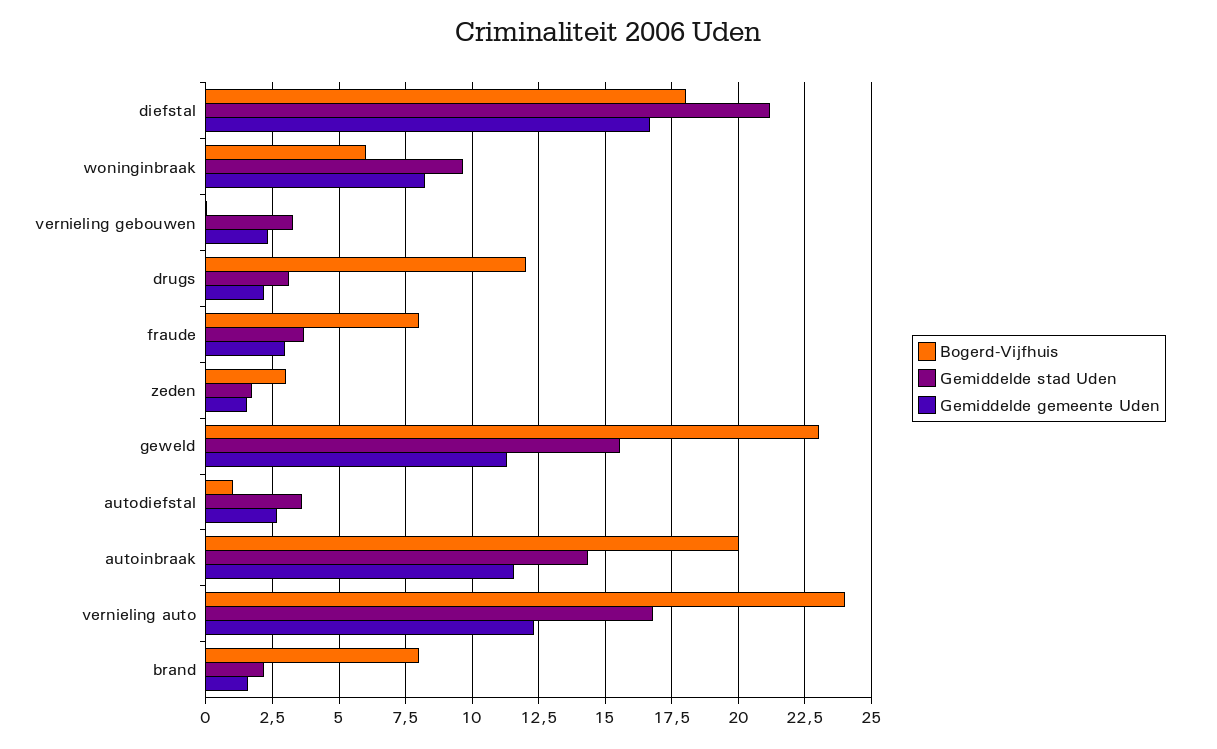
Criminaliteitstatistiek

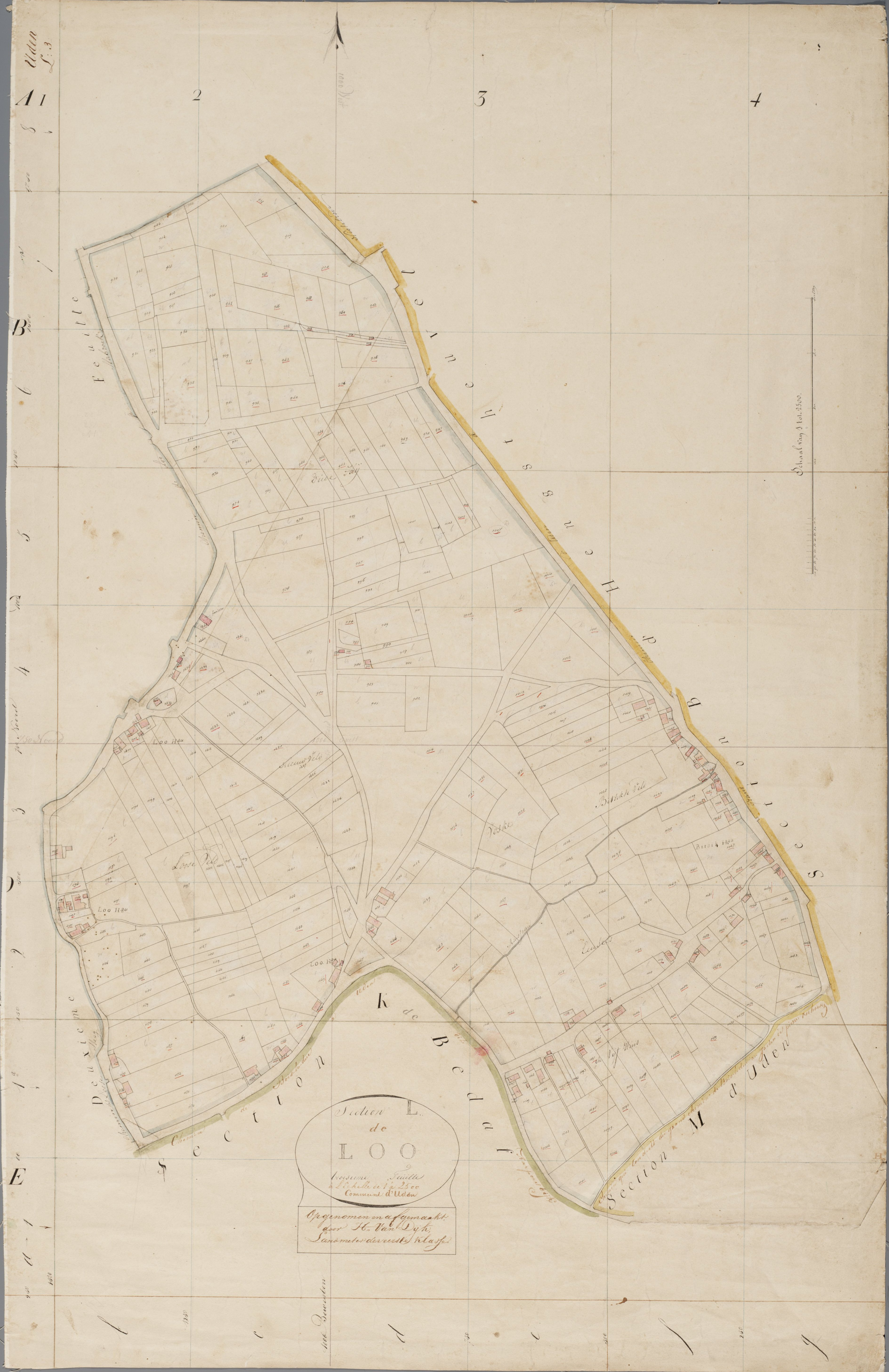
Kadasterkaart 1811 de Loo, met rechtsonder Vijfhuis. (Voor de Bogerd, zie de oude kaart van Uden-Centrum)

| Kerngegevens Bogerd/Vijfhuis | Kerngegevens Bogerd/Vijfhuis |
| ---------------------------- | ---------------------------- |
| Inwoners:                    | 2.670                        |
| Jonger dan 15:               | 534 (20%)                    |
| Ouder dan 65:                | 160 (6%)                     |
| Mannen:                      | 1.350                        |
| Vrouwen:                     | 1.320                        |
| Geboorten:                   | 38                           |
| Huishoudens:                 | 1.090                        |
| Eenpersoonshuishoudens:      | 294 (27%)                    |
| Beroepsbevolking:            | 1.976                        |
| Werklozen:                   | 166 (8,4%)                   |
| Woningen:                    | 1.159                        |
| Waarvan huurwoningen:        | 374 (32,3%)                  |

Wijken: Uden-Centrum · Uden-Oost · Uden-West · Uden-Zuid

Buurten: Bitswijk · Bogerd-Vijfhuis · Centrum · Eikenheuvel · Flatwijk · Hoenderbos-Velmolen · Hoeven · Hoevenseveld · Melle · Moleneind-Groenewoud · Raam · Schutveld · Sportpark Volkelseweg · Zoggel

Bedrijventerreinen: Goorkens · Hoogveld · Loopkant-Liessent · Vluchtoord      Militair terrein: Vliegbasis Volkel
Hoofdplaats: Uden      

Dorpen: Odiliapeel · Reek · Schaijk · Volkel · Zeeland 

Buurtschappen: Bedaf · Biesthoek · Brand ·  Duifhuis (Uden) · Duifhuis (Zeeland) · Eikenheuvel · Gaal · Graspeel · Heikant · Hengstheuvel · Hoefkens · Hooge Heide · Hoogveld · Hultje · Kleuter · Kooldert · Kreitsberg · Lagenheuvel · Lankes · Loo · Maatsehei · Moleneind · 't Mun · Nabbegat · Niemeskant · Oosterens · Oventje · Rakt (deels) · Rusven · Schadron · Slabroek · Strepen · Trent · Velmolen · Vloet · Voederheil · Weeg · Witte Dellen · Zevenhuis
Noord-Brabant: Steden en dorpen      Nederland: Provincies · Gemeenten